# TVN International Extra
TVN international Extra (iTVN Extra) ist ein polnischer Fernsehsender für das Ausland (Deutschland, USA, Frankreich) von TVN.
TVN International startete am 4. Februar 2015. Hauptsächlich zeigt der Sender Produktionen von TVN24, TTV und TVN Turbo.
Der Sender ist für Polen, die in Deutschland, Frankreich und USA wohnen gedacht. Nur in diesen Ländern ist er empfangbar, selbst in Polen kann man ihn nicht empfangen.